# 香港伍倫貢學院

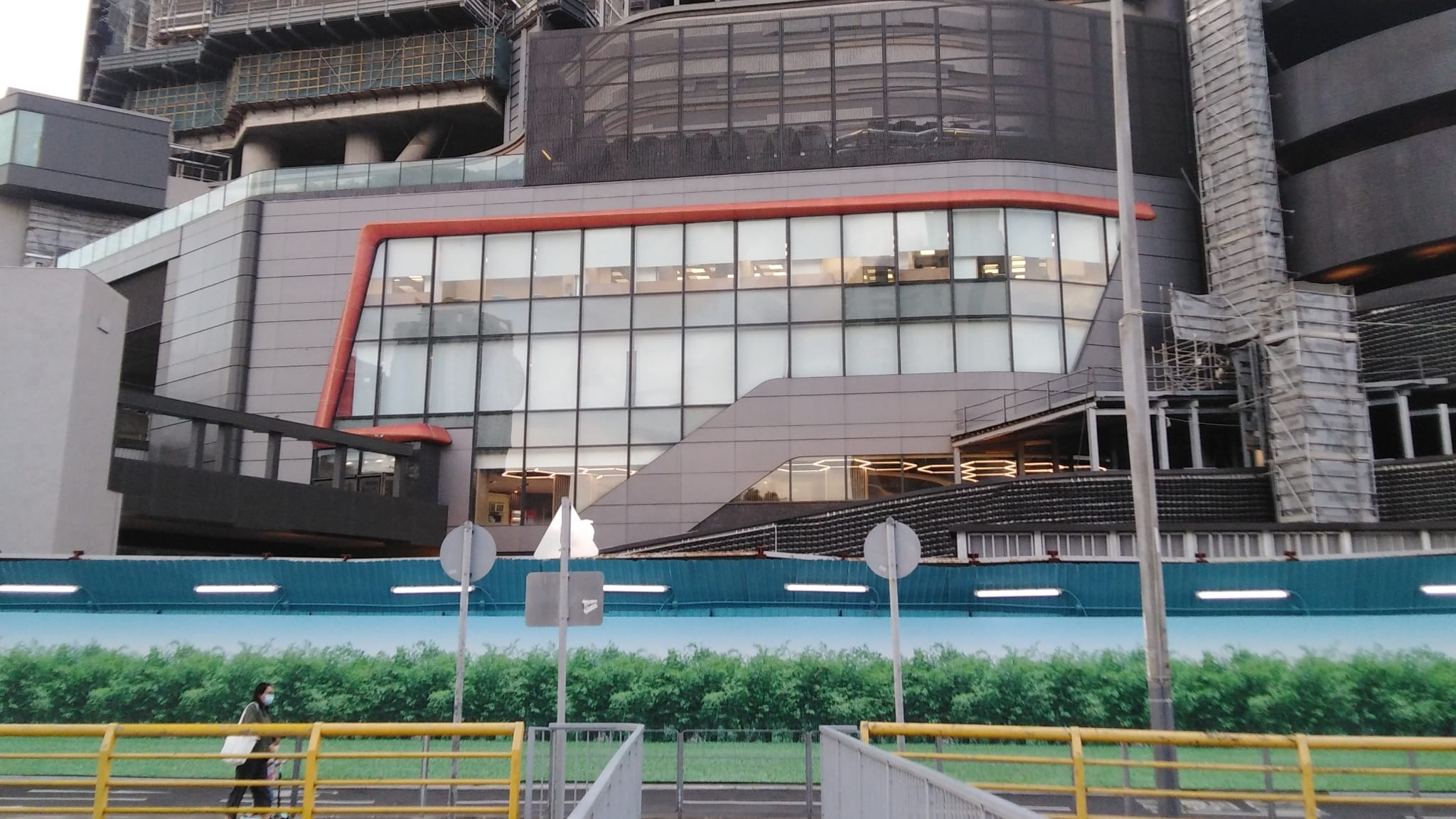
香港伍倫貢學院大圍校舍

香港伍倫貢學院（英語：UOW College Hong Kong），於1989年11月1日由香港城市大學開辦，學院於2014年11月與澳大利亞臥隆崗大學結盟，現時為臥隆崗大學的附屬院校，亦是政府註冊認可的本地專上學院。

## 歷史
香港城市大學於1989年11月1日即成立高級專業學院（英語：College of Higher Vocational Studies）提供高級文憑課程，2000年後在董建華政府提倡引入副學士課程下，城大於該學院提供副學士相關課程，當時課程均全數為大學教育資助委員會所資助，並以九龍塘城大校園及德福分部（自2002年起）作教學用途。
2003年，由於严重急性呼吸道综合征冠状病毒後政府大幅削減開支，教資會決定2008年前逐步撤銷政府對高級專業學院提供的19個副學士學位課程中13個的資助。
2004年5月25日，教務會議通過成立城大專上學院（英語：Community College of City University（CCCU）） 並以自負盈虧模式繼續營辦受影響的副學士課程。2004年進行選址後，城市大學宣稱會在本部校園附近建築第一城大專上學院大樓，以供城大專上學院學生使用，大樓總面積20,900平方米，配備資源中心、設計室、電腦室、語言實習室、學生飯堂、課室、演講廳、影音室、多用途活動室和空中花園，該大樓原計畫於2010年4月落成後讓所有城大專上學院的學生使用，不過城市大學在大樓完工時卻以改善資助學士課程的擠擁問題為理由，將原定供副學位課程使用的大樓收回改為供本部自用，變成只限城大資助學士課程學生及部份專上學院自資副學士課程的學生可使用，並將新大樓改名為「學術樓（二）」（英語：Academic 2（AC2）），九龍灣德福分部仍然繼續運作。
2014年11月13日，學院公布與澳大利亞伍倫貢大學（英語：University of Wollongong）結盟，並於2019年起正式更名為香港伍倫貢學院。
2016年9月22日，教育局公佈學院獲配柏傲莊校舍（屬「財政司司長法團」持有部分）。學院樓高3層，佔地15,000平方米，可容納約1,700名學生，原計劃於2020年交付（較發展項目中住宅及商場入伙日期為早），裝配教學設施後將成為「香港伍倫貢學院」永久校舍，主要用作教授學士、副學士、高級文憑及應用教育文憑課程和學生服務中心，於2023年7月3日方正式遷校。
2019年6月，該學院經由行政長官會同行政會議通過可頒授大學學位，根據《專上學院條例》註冊後為認可專上學院，提供兩年制副學士，兩年制高級文憑及四年制學士學位課程，以及由澳洲伍倫貢大學頒授的學士學位課程。現任校長為曾嘉勵女士、副校長為蔡耀權博士。學院現為澳洲伍倫貢大學全球網絡的一員，該大學在世界大學排名位列162名。學院開設一系列本地認可的學術課程，包括本科學士、銜接學位、副學士、高級文憑和基礎教育文憑。除透過正規課程為學生提供知識外，學生更有機會藉業界實習、海外考察和本地活動，加深對社會和行業的認識，擴闊視野。副學士畢業生可報讀教資會資助院校、自資院校和該校所提供之學士學位課程的高年級。此外，由於該校是澳洲伍倫貢大學全球網絡的成員，副學位學生畢業後可順利升讀由該大學提供的銜接學士課程以及研究生課程。
2020年1月2日，學院辦公室暫時遷往又一城商業大樓。2020年12月，學院以76.7萬元承租黃大仙豪門商場一樓及二樓兩層樓面，月租約35.6萬元及41.1萬元，租約期由2021年1月至2023年12月。商場二樓原租客為2020年9月宣布結業的念蘅幼稚園暨幼兒園。
2020年9月，香港城市大學公佈，2015年開始的五年過渡期已經完結，香港伍倫貢學院正式脫離香港城市大學。
2021年9月，位於九龍城沙埔道的新校正式開幕。
2023年7月3日，學院遷往大圍圍方校舍。

## 學院
香港伍倫貢學院共設有四個學院，分別為科學院（Faculty of Science and Technology, FST），社會科學院 （Faculty of Social Science, FSS），商學院（Faculty of Business, FBU）以及人文學院（Faculty of Arts and Humanities, FAH）。

## 歷任校長
- 曾嘉勵，前香港大學附屬學院副校長（行政）

## 校舍

### 大圍校舍
2016年9月22日，教育局公佈學院獲配柏傲莊校舍（屬「財政司司長法團」持有部分）。新校舍位於大圍站，樓高3層，校舍總面積為15,000平方米，可容納3,300名學生，設施包括一個100個座位以上的禮堂、四個100個座位以上的演講廳、30間以上教室、航空、設計、工程、語言、社會科學、航海實驗室和工作室等。除了教學設施，新校舍亦設有康體設施，包括舞蹈室、健身室和音樂室，還擁有一個超過800平方米的圖書館，可容納多達200名學生。
原計劃於2020年交付（較發展項目中住宅及商場入伙日期為早），裝配教學設施後將成為「香港伍倫貢學院」永久校舍，主要用作教授學士、副學士、高級文憑及應用教育文憑課程和學生服務中心，於2023年7月3日遷校。學院門口安裝閘機，學生需出示學生證進入學院。

### 九龍城校舍
香港伍倫貢學院位於黃大仙沙埔道御‧豪門及豪門的九龍城校舍已經在2023年7月停用（UOWCHK Kowloon City Campus）及遷往大圍校舍（此校舍亦為唯一位處黃大仙區的專上學院）。學院於2020年12月以76.7萬元承租商場一樓及二樓兩層樓面，月租約35.6萬元及41.1萬元，租約期由2021年1月至2023年12月。商場二樓原租客為2020年9月宣布結業的念蘅幼稚園暨幼兒園。九龍城校舍內設有配備資源中心、電腦室、語言實習室、課室、演講廳、影音室、多用途活動室及圖書館。

### 九龍灣校舍
而九龍灣偉業街德福花園的九龍灣德福校舍（UOWCHK Telford Campus）（前威靈頓英文中學）已經在2021年停用。而停用之後該校舍已被現時的私立學校香港紫荊書院所佔用。

## 課程
- E 專上課程電子預先報名平台（E-APP）
- S 指定專業／界別課程資助計劃（SSSDP）
- N 免入息審查資助計劃（NMTSS）

| 文凭类型                                        | 所属学院 | 专业名称 |
| ----------------------------------------------- | --- | -------- |
| 文憑                                            | 應用教育文憑 |          |
| 文憑                                            | 基礎教育文憑 |          |
| 高級文憑                                        | |          |
| 數碼傳意設計                                    | |          |
| 創意媒體製作E、應用系統開發、電腦網絡及系統管理 | |          |
| 社會工作E、休閒及康樂管理                       | |          |
| 副學士                                          | 視覺設計E、工程學E、機場營運及航空物流E、航空及飛行E、媒體創作E、資訊系統E、網絡及系統管理E、環境與永續發展 |          |
| 副學士                                          | 應用中文E、雙語傳意E（英語及中文）/（法文及中文）/（法文及英語）/（日語及中文）/（日語及英語）/（韓語及中文）/ （韓語及英語）/ （西班牙及中文） / （西班牙及英語） 、文化研究E、、專業英語傳意E、日語E、翻譯及傳譯E |          |
| 副學士                                          | 會計學E、金融服務E、工商管理E、環球物流及供應鏈管理E、人力資源管理E、國際商務管理E、市場學E |          |
| 副學士                                          | 社會科學E、應用心理E、應用社會科學E（輔導與諮商／國際關係／都市研究）、活動項目管理E、法律學E、休閒及旅遊管理E、公共行政及管理E、公共關係及廣告E、社會工作E                                                         |          |
| 學士學位                                        | 營運及管理（榮譽）航空學士 JSSW01S、人工智能（榮譽）理學士N、智慧城市科技與城市信息學（榮譽）理學士 N |          |
| 學士學位                                        | 日本研究（榮譽）文學士N、中國語言文學及傳意（榮譽）文學士N |          |
| 學士學位                                        | 航運服務及營運管理學士(榮譽) JSSW02S、會計學學士（榮譽）N、金融學（榮譽）工商管理學士N、銀行及金融科技學士（榮譽）N、市場及供應鏈管理學士（榮譽）N                                                                  |          |
| 學士學位                                        | 社會創新（榮譽）社會科學學士N、社會工作（榮譽）社會科學學士 |          |
| 伍倫貢大學銜接學位                              | 計算機科學N、傳播與媒體N |          |
| 應用學習課程                                    | 應用學習課程（Applied Learning, ApL）是高中課程的選修科目之一，旨在為中學生提供學校課程以外的多元學習平台，並培育學生與職業相關的能力及取得資歷認可。                                                               |          |

## 收生情況
根據自資專上教育委員會及傳媒的資料，以下是該校的實際收生人數。
| 學年    | 學士學位 | 銜接學位 | 副學士/ 高級文憑 | 收生總數 | 備註                                                                                    |
| ------- | -------- | -------- | ---------------- | -------- | --------------------------------------------------------------------------------------- |
| 2012/13 | -        | -        | 3,611            | 3,611    |                                                                                         |
| 2013/14 | -        | -        | 3,370            | 3,370    |                                                                                         |
| 2014/15 | -        | -        | 2,457            | 2,457    |                                                                                         |
| 2015/16 | -        | -        | 3,299            | 3,299    |                                                                                         |
| 2016/17 | -        | 44       | 3,337            | 3,381    |                                                                                         |
| 2017/18 | -        | 78       | 2,870            | 2,948    |                                                                                         |
| 2018/19 | -        | 132      | 2,758            | 2,890    |                                                                                         |
| 2019/20 | 53       | 166      | 2,091            | 2,310    | 正式更名為「香港伍倫貢學院」。實際收生為預計學額（2,900人）的 80%，較上學年下跌 580人。 |
| 2020/21 | 19       | 148      | 1,219            | 1,386    | 較上學年下跌逾 900人。                                                                  |
| 2021/22 | 20       | 130      | 484              | 634      | 佔預計學額（1,900人）的 34%，較上學年下跌逾 700人。                                     |
| 2022/23 | 78       | 194      | 924              | 1,196    |                                                                                         |
| 2023/24 | 62       | 130      | 812              | 1,004    |                                                                                         |

## 學院營運權轉移

### 學院營運權轉移
2014年11月13日，學院公布擬與澳大利亞伍倫貢大學（英語：University of Wollongong）結盟，並且設立5年過渡期，及後由伍倫貢大學主導城專的管理，並於2017年11月確定在兩年後把城大專上學院更名為「香港伍倫貢學院」。在過渡期內入讀城大專上學院副學士課程的學生，在修畢課程後，除可獲頒香港城市大學畢業證書外，亦可額外獲頒由香港伍倫貢學院的畢業證書，該學歷獲香港學術及職業資歷評審局認可。

### 更名後收生下跌
該校於2019年正式更名為「香港伍倫貢學院」後，收生情況下跌。2019/20學年收生比上學年下跌 580 人，2020/21年收生再下跌逾 900 人，2021/22年收生再下跌逾 700 人。2021/22 學年的收生仍比珠海學院的收生人數66人為高，在2022/23和2023/24學年，學院的收生總數有所回升，重新超過1,000人。

## 外部連結
- 官方网站